# Lussac-Saint-Émilion
Lussac-Saint-Émilion es una denominación de origen de la región vinícola de Burdeos. Se trata de vinos que se elaboran en el territorio de la comuna de Lussac, excluyendo las parcelas pertenecientes a la zona de aluviones modernos denominados "Palus". Los vinos de esta denominación deben provenir de las variedades cabernet sauvignon, cabernet, bouchet, malbec o pressac y merlot.
Los vinos deben elaborarse con mosto que contenga un mínimo antes de todo enriquecimiento o concentración, de 187 gramos de azúcar natural por litro y presentar, después de la fermentación, una graduación alcohólica mínima de 11°.
El límite de rendimiento por hectárea de viñedo será de 45 hectolitros. La producción media anual es de 85.000 hectolitros, y la superficie declarada la de 1.440 hectáreas.
El reconocimiento del Lussac-Saint-Émilion como appellation d'origine contrôlée (AOC) data de 1936. A partir de 1973, es una denominación de origen protegida (PDO) ante la Unión Europea.